# Patroni portów lotniczych w Polsce
Patroni polskich portów lotniczych – osoby i instytucje patronujące polskim portom lotniczym.
Nadawanie patronów portom lotniczym – na wzór amerykański i zachodnioeuropejski – zaistniało w Polsce dopiero w połowie lat 90. XX wieku. Pierwszym patronem – dla krakowskiego lotniska Balice – został papież Jan Paweł II.
Obecnie na 15 portów lotniczych, 10 ma patronów.
Prócz Jana Pawła II są to:
- 3 kompozytorzy (Bydgoszcz, Poznań, Warszawa),
- pisarz (Łódź),
- astronom (Wrocław),
- polityk (Gdańsk, Katowice)
- związek zawodowy (Szczecin),
- bohaterowie wydarzenia historycznego (Radom).

| Miasto       | Kod IATA | Kod ICAO | Rok powstania* | Patron                                    | Zdjęcie patrona | Strona www |
| ------------ | -------- | -------- | -------------- | ----------------------------------------- | --------------- | ---------- |
| Bydgoszcz    | BZG      | EPBY     | 1929           | Ignacy Jan Paderewski                     |                 |            |
| Gdańsk       | GDN      | EPGD     | 1919/1974      | Lech Wałęsa                               |                 |            |
| Katowice     | KTW      | EPKT     | 1940           | Wojciech Korfanty                         |                 |            |
| Kraków       | KRK      | EPKK     | 1964           | Jan Paweł II                              |                 |            |
| Lublin       | LUZ      | EPLB     | 2012           | brak                                      | brak            |            |
| Łódź         | LCJ      | EPLL     | 1925           | Władysław Reymont                         |                 |            |
| Olsztyn      | SZY      | EPSY     | 1996           | brak                                      | brak            |            |
| Poznań       | POZ      | EPPO     | 1921           | Henryk Wieniawski                         |                 |            |
| Radom        | RDO      | EPRA     | 2014           | Bohaterowie Radomskiego Czerwca 1976 roku | brak            |            |
| Rzeszów      | RZE      | EPRZ     | 1959           | Rodzina Ulmów                             |                 |            |
| Szczecin     | SZZ      | EPSC     | 1967           | NSZZ „Solidarność”                        |                 |            |
| Warszawa     | WAW      | EPWA     | 1920/1934      | Fryderyk Chopin                           |                 |            |
| Warszawa     | WMI      | EPMO     | 1940           | brak                                      | brak            |            |
| Wrocław      | WRO      | EPWR     | 1932           | Mikołaj Kopernik                          |                 |            |
| Zielona Góra | IEG      | EPZG     | 1977           | brak                                      | brak            |            |

(*) – rok powstania cywilnego portu lotniczego (w przypadku gdy podano dwa lata – pierwszy rok dotyczy powstania portu w innej lokalizacji niż obecna)